# 즌다몬
즌다몬(일본어: ずんだもん)은 동일본 대지진 이후 일본의 도호쿠 지방을 응원하기 위해 2016년에 SSS 합동회사에서 만들어진 지역 캐릭터다. 목소리 제공자는 이토 유이나. 도호쿠 즌코가 소유한 무기 '즌다 애로우'로 변신 가능한 애완동물 내지 마스코트 같은 존재 '즌다모찌'의 정령이다. 사람캐릭터의 머리는 양쪽을 묶은 콩순이 머리를 하고 있고, 색은 둘리(키이네노짱)와 같은 녹색을 가지고 있다.

## 개요
도호쿠 세자매 공식 설정이 올라올 적 함께 공개된 캐릭터이긴 했지만 한동안 존재감이 없었다가, 공식 소설의 성공으로 처음 관심을 받았고 극장판 애니메이션 즌다 호라이즌에서 제대로 활약하는 모습을 보여주면서 본격적으로 인지도를 얻었다. # 2022년 기준 도호쿠 키리탄과 함께 도호쿠 지역 캐릭터 중 가장 인기가 높다. 2023년부터 프로젝트 이름이 도호쿠 즌코 프로젝트에서 도호쿠 즌코·즌다몬 프로젝트로 이름이 바뀌면서 아예 즌코와 투톱 체제가 되었다.
2021년 6월 17일, 도호쿠 이타코, 시코쿠 메탄과 함께 "ITA 코퍼스 멀티모달 데이터 베이스"[6]로 채택되었고, 동시에 모에화 의인화 된 인물로 발표되어 공식적으로 인간으로 변신 할 수 있음이 밝혀졌다.
정령 버전으로만 존재했을 적엔 다소 성별의 구분이 없는 마스코트에 불가했던 캐릭터가 하루 아침에 공식적인 의인화와 공식 소설에 성별을 여성임을 밝혔으니 팬들의 반응은 뜨거웠으며 수많은 팬아트와 함께 VOICEVOX와 NEUTRINO로도 출시, TTS 실황, 보컬로이드 등으로 활약하여 새로운 삶을 맞이하는 중이다.

## 즌다몬 이외 캐릭터들
베이비 즌다몬 (ベイビーずんだもん)
떡 기념비의 빈 구멍에 에메랄드 즌다모찌를 삽입하여 나타난 영혼. "거야~"라고 울음소리를 내며, 즌다 애로우의 계승자와 만남으로써 말을 할 수 있도록 성장한다. 정직한 사람이기 때문에 모찌(=노브라의 큰 가슴)에 반응하고 그것을 그리워한다.
또한 누가 즌다 애로우를 사용할 수 있는지 구별하는 역할을 하지만 결국 가슴의 사이즈에 따라 판단하는 것 같다.
여장군 즌다몬 (女将軍ずんだもん)
베이비 즌다몬들이 오리지널 에메랄드 즌다모찌를 먹으면서 합체된 모습. 완두콩의 정령으로, 즌다 애로우를 만들어내고 그 사용자를 선정하는 역할을 한다.
즌다몬보다 약 두 배나 크다.
요다몬 (よーだもん)
극중극 즈더워즈 11화 '암흑의 역습'에 등장하는 캐릭터. 즌다주의 우두머리이며, 즈=다이의 비밀 기지 인 리브다의 즈다 행성을 관리하고 있다.
앙코 먹는 제국의 시코쿠 메탄에 의해 패배했다.
즌코는 일관되게 자신을 즌다몬이라 부르며, 스스로에게 말을 걸어 버리는 등 캐릭터가 정착되어 있지 않다.
색이 다른 즌다몬 (色違いずんだもん)
작중 게임 「んだ ん 」GO」에서 등장, 여러 가지 떡을 모티브로 한 캐릭터.하얗고 쫄깃한 것에 스마트폰이 반응하는 '모찌 스팟'으로부터 얻을 수 있다. 즌다몬도 모찌 스팟에 해당하지만, 얻을 수 있는 것은 '즌다몬(N)'였다.
슷타몬다몬 (すったもんだもん)
시공간의 문제를 지켜보는 파수꾼으로 소원을 이룰 수 있는 힘을 가지고 있다.  일시적인 모습인 털장수 할아버지로부터 거대화된 즌다몬의 형태가 되었다.
슷타몬다몬 1세 (すったもんだもん1世)
게임 속 세계 '즌다 랜드'의 왕. 즌다몬을 중년 아버지로 만든 느낌이다. 결말이 "~인걸"인 것 이외 눈에 띄는 설정은 없고, 불운 속성도 보이지 않는다.

## 그외
2022년 2월 9일부터 활동폭을 확대할 목적으로 '즌다몬과 시고쿠 메탄도 속삭이고 싶다'와 '나는 노래하고 싶다' 크라우드 펀딩이 시작되었으며 시작한 지 4시간 만에 목표 금액을 달성하였고, 그후 NEUTRINO의 음원을 제작, VOICEVOX 추가 음원 '속삭임'을 추가하였고, 판매를 위한 다양한 3D 모델을 준비하였다.
2022년 4월 28일 실시간으로 자신의 목소리를 좋아하는 캐릭터의 목소리로 변환하는 실시간 AI 보이스 체인저 'MVC v1.2.0'이 출시되어 즌다몬과 시코쿠 메탄, 규슈 소라가 각각 대응하였다. 
2023년 10월부터 망가타임 키라라 캐럿에서 즌다몬이 주인공이 4컷 만화 즌다몬TV!(ずんだもんTV！)를 연재 중이다.
2023년 11월 미니피규어가 발매되었다.
2024년 7월 PLUMPMOA에서 스탠딩 소재로 쓰이고 있는 坂本アヒル 일러스트 기반으로 프라모델이 발매 예정이다. 기본 표정과 당황한 표정이 도색파츠로 들어가며, 이외 다른 표정들은 데칼로 들어가며 추가 얼굴 파츠 4개가 들어간다.
2024년 12월 5일 빅터 엔터테인먼트로부터 메이저 데뷔를 발표하며 2025년 1월 11일에 데뷔 라이브가 열렸다
2025년 2월 24일 GPT-SoVITS를 통해서 일본어, 영어, 중국어, 한국어, 광둥어, 대만어 총 5개 국어가 가능해졌다.
유튜브에서 즌다몬이 여러 노래를 개사한 버전도 있으며, 일본 지역명, 세계 지역, 수학, 국어노래등이 있으며 양키두들 노래를 개사한 곡들이 많다.
머리를 양쪽으로 묶은걸 봐서는 머리 모양은 콩순이를 닮았다는 점도 있다. 
콩순이의 묶은 머리를 닮아서 인지 콩닥콩닥 콩콩의 클립인 콩순이는 못말려! 장면 패러디도 이루어지기도 한다.https://www.youtube.com/shorts/wOz4P8KCFFg